# 慢性胰腺炎
慢性胰腺炎是一种长期存在的胰腺炎症，会改变器官的正常结构和功能。它可以表现为先前受伤胰腺的急性炎症发作，或表现为持续疼痛或吸收不良的慢性损伤。它是一种疾病过程，其特征是对胰腺造成不可逆的损害，这与急性胰腺炎的可逆变化不同。

## 体征和症状
- 上腹痛：上腹痛在饮酒或进食后加重，而在禁食或坐姿前倾时减轻。有些人可能不会感到疼痛。[2][3]
- 恶心和呕吐[2][3]
- 脂肪泻：频繁、油腻、恶臭的排便。胰腺受损会减少有助于消化的胰酶的产生，从而导致营养不良。脂肪和营养物质没有被正确吸收，导致松散、油腻的大便，称为脂肪泻。[2][3]
- 即使饮食习惯和数量正常，体重也会减轻。[2]
- 1型糖尿病：慢性胰腺炎会影响胰岛产生胰岛素以调节葡萄糖水平的能力，从而导致1型糖尿病。[3]1型糖尿病的症状包括饥饿和口渴增加、尿频、体重减轻和疲劳。[7]

## 病因
慢性胰腺炎的病因如下：
- 酒精
- 自身免疫性疾病
- 导管内阻塞
- 特发性胰腺炎
- 肿瘤
- 缺血
- 钙化结石

病因学因素、遗传易感性和疾病进展速度之间的关系需要进一步澄清，尽管最近的研究表明吸烟可能是发展为慢性胰腺炎的高风险因素。在一小部分患者中，慢性胰腺炎已被证明是遗传性的。几乎所有囊性纤维化患者都患有慢性胰腺炎，通常从出生开始。在慢性胰腺炎患者中也发现了囊性纤维化基因突变，但他们没有其他囊性纤维化表现。由于良性或恶性过程而阻塞胰管可能导致慢性胰腺炎。

## 病理生理学

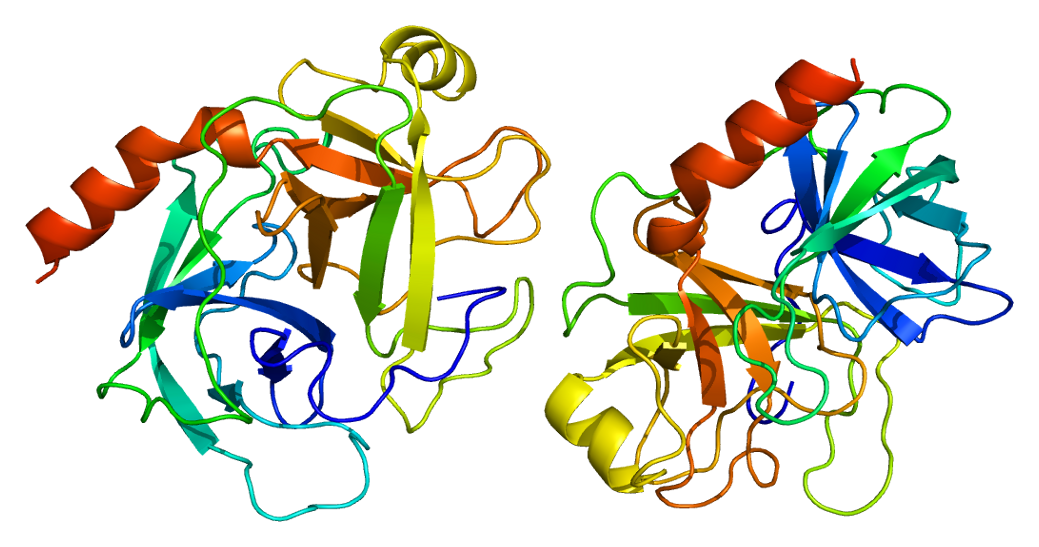
PRSS1

从遗传的角度来看，慢性胰腺炎的发病机制表明，从儿童时期就开始出现严重的上腹痛。它是一种常染色体显性遗传疾病，慢性胰腺炎疾病在阳离子胰蛋白酶原基因PRSS1和突变R122H中被确定。R122H是遗传性慢性胰腺炎最常见的突变，在胰蛋白酶原蛋白的第122位氨基酸处用组氨酸替换精氨酸。当然，还有其他机制（酒精、营养不良、吸烟（每一种都会对胰腺产生影响。

## 诊断
慢性胰腺炎的诊断是基于对胰腺结构和功能的检查。在慢性胰腺炎病例中，血清淀粉酶和脂肪酶可能会适度升高。促胰液素刺激试验被认为是诊断慢性胰腺炎的最佳试验。用于确定慢性胰腺炎的其他测试是血清胰蛋白酶原、计算机体层成像、超声和活检。
遗传因素引起慢性胰腺炎时，可检测到红细胞沉降率、IgG4、类风湿因子、抗核抗体及抗平滑肌抗体升高。
在CT扫描中，可见胰腺和胆管扩张、胰腺萎缩，胰腺多发钙化，胰腺肿大。
在MRI扫描中，由于炎症、纤维化、局灶性病变和钙化，存在低T1信号。在接受造影剂的患者中，由于纤维化区域的压缩，T1信号会更高，并且钆增强晚期。胰腺的整体厚度将减少。磁共振胰胆管成像（MRCP）是进入胰管和胆管最有用的选择。

## 治疗
治疗慢性胰腺炎的不同治疗选择是医疗措施、治疗性内窥镜检查和手术。在可能的情况下，针对根本原因进行治疗，并缓解疼痛和吸收不良。可能发生胰岛素依赖型糖尿病，需要长期胰岛素治疗。腹痛可能非常严重，需要大剂量的镇痛药，有时包括阿片类药物。戒酒和饮食调整（低脂饮食）对于控制疼痛和减缓钙化过程很重要。抗氧化剂可能会有所帮助，但尚不清楚这些益处是否有意义。

### 胰酶
胰酶替代疗法通常可有效治疗与慢性胰腺炎相关的吸收不良和脂肪泻。慢性胰腺炎的治疗包括随餐服用胰酶溶液。一些患者确实可以通过酶替代来减轻疼痛，并且由于它们相对安全，因此对大多数患者来说，对慢性胰腺炎患者进行酶替代是可接受的治疗步骤。对于没有大导管受累的患者和患有特发性胰腺炎的患者，治疗可能更容易成功。

### 手术
治疗慢性胰腺炎的手术往往分为两个领域——切除手术和引流手术。选择手术的原因之一是是否有假性囊肿、瘘管、腹水或固定阻塞。胰腺空肠吻合术可用于治疗慢性胰腺炎。

## 流行病学
慢性胰腺炎的年发病率为每10万人5～12人，患病率为每10万人50人。2021年，文丘里报告说，胰腺能够吸收大量放射性铯（铯-134和铯-137），从而导致慢性胰腺炎和可能的胰腺癌，并伴有胰岛损伤和胰腺源性糖尿病。

## 阅读
- Yan, M‐X; Li, Y‐Q. . Postgraduate Medical Journal. 2006-04-01, 82 (966): 254–258. ISSN 0032-5473. PMC 2579631 . PMID 16597812. doi:10.1136/pgmj.2005.037192.
- Lerch, Markus M.; Gorelick, Fred S. . Gastroenterology. 2013, 144 (6): 1180–1193  [2015-11-29]. PMID 23622127. doi:10.1053/j.gastro.2012.12.043. （原始内容存档于2021-08-28）.
- Beyer, Georg; Habtezion, Aida; Werner, Jens; Lerch, Markus M.; Mayerle, Julia. . The Lancet. 15 August 2020, 396 (10249): 499–512  [1 January 2021]. ISSN 0140-6736. PMID 32798493. S2CID 221114304. doi:10.1016/S0140-6736(20)31318-0. （原始内容存档于2022-11-03） （英语）.